# Цолара (Римини)
Цолара је насеље у Италији у округу Римини, региону Емилија-Ромања.
Према процени из 2011. у насељу је живело 114 становника. Насеље се налази на надморској висини од 363 м.